# Armand Auguste Caqué
Armand Auguste Caqué, nascut l'any 1793 a Saintes (Charente Marítim) i mort el 1881 a París, va ser un escultor, gravador i medallista francès, gravador oficial de l'emperador Napoleó III. Les seves medalles estan signades CAQUÉ F.

## Història
Després d'haver produït un nombre considerable de medalles per als borbons, li va ser encarregada per Maria Teresa de França (1778-1851) la creació de la famosa "Galeria numismàtica dels reis de França", col·lecció de 74 medalles que va ser exposada al Saló dels artistes francesos entre 1836 i 1839.
Al Museu Nacional d'Art de Catalunya es conserven algunes de les seves creacions.